# Теория случайных матриц
Теория случайных матриц — направление исследований на стыке математической физики и теории вероятностей, в рамках которого изучаются свойства ансамблей матриц, элементы которых распределены случайным образом. Как правило, задаётся закон распределения элементов. При этом изучается статистика собственных значений случайных матриц, а иногда также статистика их собственных векторов.
Теория случайных матриц имеет множество применений в физике, в особенности в приложениях квантовой механики к изучению неупорядоченных и классически хаотических динамических систем. Дело в том, что гамильтониан хаотической системы нередко можно представлять себе как случайную эрмитову или симметричную вещественную матрицу, при этом уровни энергии этого гамильтониана будут представлять собой собственные значения случайной матрицы.
Впервые теория случайных матриц была применена Вигнером в 1950 году для описания уровней энергии атомного ядра. Впоследствии оказалось, что теорией случайных матриц описывается множество систем, включая, например, уровни энергии квантовых точек, уровни энергии частиц в потенциалах сложной формы. Как оказалось, теория случайных матриц применима практически к любой квантовой системе, классический аналог которой не является интегрируемым. При этом наблюдаются существенные отличия в распределении уровней энергии: распределение уровней энергии в интегрируемой системе, как правило, близко к распределению Пуассона, в то время как для неинтегрируемой системы оно имеет другой вид, характерный для случайных матриц (см. ниже).
Теория случайных матриц оказалась полезной и для, казалось бы, посторонних разделов математики, в частности, распределение нулей дзета-функции Римана на критической прямой можно описать с помощью некоторого ансамбля случайных матриц.

## Основные ансамбли случайных матриц и их применение в физике
Существует три основных типа ансамблей случайных матриц, имеющих применение в физике. Это гауссов ортогональный ансамбль, гауссов унитарный ансамбль, гауссов симплектический ансамбль.
Гауссов унитарный ансамбль — наиболее общий ансамбль, состоит из произвольных эрмитовых матриц, действительные и мнимые части элементов которых имеют гауссово распределение. Системы, которые описываются гауссовым унитарным ансамблем, лишены какой-либо симметрии — они неинвариантны относительно обращения времени (таким свойством обладают, например, системы во внешнем магнитном поле) и неинвариантны относительно вращений спина.
Гауссов ортогональный ансамбль состоит из симметричных действительных матриц. Гауссовым ортогональным ансамблем описываются системы, симметричные относительно обращения времени, что в практических случаях означает отсутствие в таких системах магнитного поля и магнитных примесей.
Гауссов симплектический ансамбль состоит из эрмитовых матриц, элементы которых кватернионы. Гауссов симплектический ансамбль описывает систему, содержащую магнитные примеси, но не находящуюся во внешнем магнитном поле.

## Важнейшие характеристики спектра случайных матриц

### Распределение собственных значений

Иллюстрация закона полуокружностей Вигнера.
Данные, полученные диагонализацией гауссовой ортогональной матрицы 1000×1000, и теоретическая кривая

Распределение собственных значений достаточно большой гауссовой случайной матрицы в первом приближении представляет собой полуокружность {\displaystyle \nu (E)\propto {\sqrt {E_{0}^{2}-E^{2}}}} (закон полуокружностей Вигнера). Закон полуокружностей Вигнера выполняется в пределе, до некоторой степени соответствующем квазиклассическому приближению в квантовой механике, он выполняется тем точнее, чем больше размер анализируемой матрицы. При конечном размере матрицы у распределения уровней энергии имеются гауссовы «хвосты». Полуокружности получаются для всех гауссовых ансамблей, на этом уровне все три вышеперечисленных ансамбля дают эквивалентные распределения. Качественные отличия между тремя ансамблями проявляются на следующем уровне — на уровне парных корреляционных функций собственных значений.